# Kikkerkopschildpad
De kikkerkopschildpad (Phrynops hilarii) is een schildpad uit de familie slangenhalsschildpadden (Chelidae).

## Naam en indeling
De wetenschappelijke naam van de soort werd voor het eerst voorgesteld door André Marie Constant Duméril en Gabriel Bibron in 1835. Oorspronkelijk werd de wetenschappelijke naam Platemys Hilarii gebruikt. De soortnaam hilarii is een eerbetoon aan de Franse zoöloog Isidore Geoffroy Saint-Hilaire (1805 – 1861).

## Uiterlijke kenmerken
De schildpad bereikt een maximale schildlengte tot 40 centimeter waarmee het de grootste soort van het geslacht is. Het schild is ovaal van vorm en is breed en vrij plat. De marginaalschilden zijn breed, met uitzondering van het nekschild aan de voorzijde dat juist erg smal is. De kleur van het rugschild is donkerbruin tot grijs met witte vlekjes. Het buikschild en de onderzijde van de marginaalschilden hebben een gele kleur. De plastronformule is als volgt: intergul >< fem >< abd >< an > gul > hum > pect. Het tussenkeelschild is zo breed dat de keelschilden elkaar niet raken.
De kop is breed en de ogen puilen wat uit, waaraan de naam kikkerkopschildpad te danken is. Van de neuspunt tot de nek is een donkere dwarsstreep over de kop aanwezig, die doorloopt in het oog. De iris is lichtgeel van kleur. Onder de kin zijn twee kleine baarddraden aanwezig.
De voorpoten dragen vijf klauwen, de achterpoten vier. Tussen de vingers en tenen zijn goed ontwikkelde zwemvliezen aanwezig. De poten zijn grijs tot groengrijs van kleur, de zolen van de poten en de zwemvliezen zijn zwart. Mannetjes zijn van vrouwtjes te onderscheiden door een langere en dikkere staart en een iets holler buikschild.

## Verspreiding en habitat
De kikkerkopschildpad komt voor in delen van Zuid-Amerika. De soort leeft in de landen Brazilië, Uruguay, Argentinië en Paraguay. De habitat bestaat uit rivieren, hoefijzermeren en moerassen. Wateren met een modderbodem en veel onderwatervegetatie hebben de voorkeur. In de koudere seizoenen wordt een winterslaap gehouden.
De kikkerkopschildpad is vrijwel volledig carnivoor, op het menu staan insecten, weekdieren, vissen, amfibieën en soms kleine zoogdieren.
De vrouwtjes zetten van januari tot februari eieren af, het nest bevat tot 23 eieren die een witte kleur hebben en een harde schaal. De eieren zijn 27 millimeter breed en 37 mm lang. Na 2,5 tot bijna vijf maanden komen de eieren uit, de juvenielen hebben nog een lengtekiel op het midden van het schild die met de jaren verdwijnt. Jonge dieren hebben een schildlengte van 30 tot 35 mm en hebben een lichtere kleur dan de volwassen exemplaren.

## Bedreiging en bescherming
Door de lichaamsgrootte en de heldere schildkleuren is de kikkerkopschildpad populair in de handel in exotische dieren. Veel exemplaren worden weggevangen in het wild. Zowel het vlees als de eieren worden wel gegeten door de lokale bevolking. In sommige delen van het areaal wordt het vlees echter als giftig beschouwd. Door de internationale natuurbeschermingsorganisatie IUCN is nog geen beschermingsstatus toegewezen.